# Jessica McIntyre
Jessica McIntyre (* 1976 in Kano, Nigeria) ist eine in Deutschland lebende Schauspielerin britisch-französischer Herkunft.

## Leben und Karriere
Jessica McIntyre wurde 1976 als Tochter einer Französin und eines Engländers in Nigeria geboren. 1979 zogen ihre Eltern nach Deutschland. Im Alter von elf Jahren wirkte sie am Schauspielhaus Hamburg in dem von Regisseur Peter Zadek inszenierten Bühnenstück Lulu mit. Später nahm sie privaten Schauspiel-, Gesangs- und Flamencounterricht. Sie lebte von 1998 bis 2002 in Sevilla. Mit der Hamburger Sam Ragga Band nahm sie von 2002 bis 2006 diverse Alben als Sängerin und Texterin auf. 2006 trennte sie sich von der Band, um mit Marc Wilkes, dem Gitarristen von Sam Ragga Band, die New Wave/Elektro-Band „Poppy“ zu gründen. 2007 trat sie dem von David Cohen gegründeten Elektro-Projekt MINK bei. 2008 erschien die EP „Simple“ des Elektropop-Duos. Seit 2002 tritt sie in Filmen und Fernsehproduktionen auf.
Jessica McIntyre ist britischer Nationalität, spricht jedoch deutsch als Muttersprache. Sie spricht fließend Englisch, Französisch und Spanisch. Sie lebt in Hamburg.

## Filmografie
- 2004: Kebab Connection
- 2006: Wo ist Fred?
- 2008: Chiko
- 2009: Gefunden (Kurzfilm)
- 2010: Dunkel (Kinofilm)
- 2010: The House on Arch Lane (Kurzfilm)
- 2010: Die Bergwacht – Gefährliche Affäre (Fernsehserie)
- 2011: Die Katze tanzt (Kurzfilm)
- 2011: Lebe dein Leben (Fernsehfilm)
- 2011: Blutzbrüdaz (Kinofilm)
- 2011: Wie in schlechten Zeiten (Kurzfilm)
- 2011: Im Haus meiner Eltern (Kurzfilm)
- 2012: Die Schuld der Erben (Fernsehfilm)
- 2012: Natural Need (Kurzfilm)
- 2012: Mit geradem Rücken (Fernsehfilm)
- 2013: Verbotene Liebe (Fernsehserie)
- 2014: Kripo Holstein – Mord und Meer – Denn man tau (Fernsehserie)
- 2014: Reborn (AT) – Trailer für Langspielfilm
- 2015–2023: Die Pfefferkörner (Fernsehserie, 15 Folgen)
- 2015: Backstory (Kurzfilm)
- 2017: Alles Klara – Mehr Sterne als am Himmel (Fernsehserie)
- 2017: Aus dem Nichts
- 2017: Jerks. – Hindenburg (Fernsehserie)
- 2018: Painted Dust (Kurzfilm)
- 2019: Großstadtrevier – Rettungskind (Fernsehserie)
- 2019: Brecht
- 2019: SOKO Hamburg – Unter Verdacht (Fernsehserie)
- 2019: Check. Check – Chancen (Fernsehserie)
- 2020: Tatort: National feminin (Fernsehreihe)
- 2020: Im Abgrund (Fernsehfilm)
- 2021: Nord bei Nordwest – Im Namen des Vaters (Fernsehserie)
- 2021: SOKO Wismar – Bodyguard (Fernsehserie)
- 2022: Das Netz – Prometheus (Fernsehserie)
- 2022: Beule – Zerlegt die Welt
- 2023: Großstadtrevier – Hamburger Elite (Fernsehserie)
- 2023: Doppelgänger
- 2023: Wilsberg: Wut und Totschlag (Fernsehreihe)
- 2023–2025: SOKO Potsdam (Fernsehserie, 4 Folgen)
- 2024: Wo wir sind, ist oben (Fernsehserie, 3 Folgen)
- 2024: Katharina Tempel – Was wir fürchten (Fernsehserie)
- 2024: Solo für Weiss – Tödliche Wahl (Fernsehserie)
- 2025: Tatort: Verblendung (Fernsehreihe)
- 2025: Tatort: Borowski und das Haupt der Medusa (Fernsehreihe)